# Сен-Марсел (Долина Аосте)
Сен-Марсел (итал. Saint-Marcel) је насеље у Италији у округу Долина Аосте, региону Долина Аосте.
Према процени из 2011. у насељу је живело 930 становника. Насеље се налази на надморској висини од 601 м.

## Становништво
Према резултатима пописа становништва 2011. у општини је живело 1.275 становника.
| 1936. | 1951. | 1961. | 1971. | 1981. | 1991. | 2001. | 2011. |
| ----- | ----- | ----- | ----- | ----- | ----- | ----- | ----- |
| 1.039 | 1.061 | 1.051 | 970   | 913   | 962   | 1.129 | 1.275 |